# Тополева вулиця (Київ)
Тополе́ва ву́лиця — вулиця в Солом'янському районі міста Києва, місцевість Кадетський гай. Пролягає від Стадіонної вулиці до вулиці Карела Чапека.

## Історія
Вулиця виникла в середині XX століття як продовження Стадіонної вулиці під назвою 482-га Нова. Сучасна назва — з 1953 року.

## Зображення

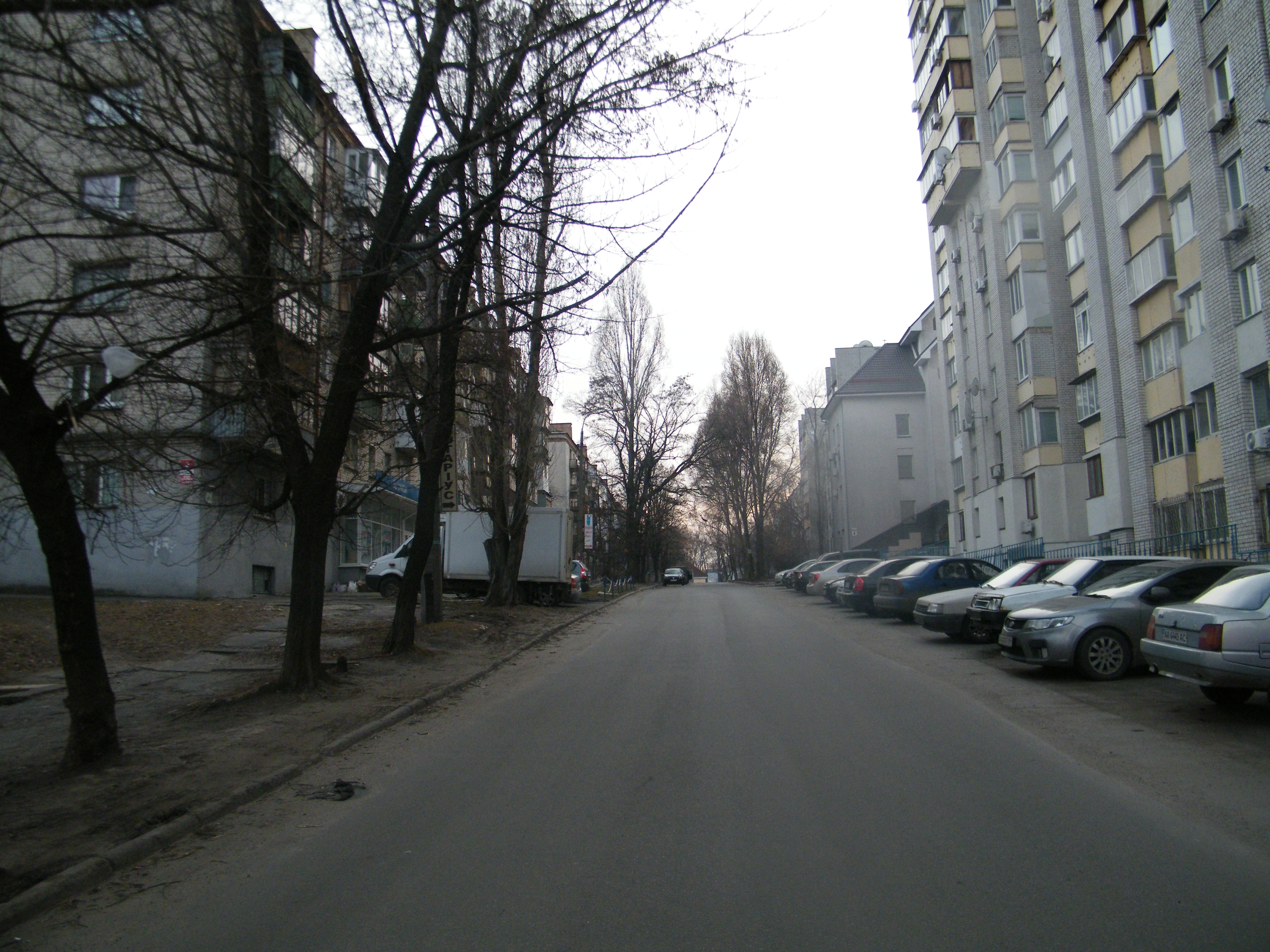
На розі з Стадіонною вулицею
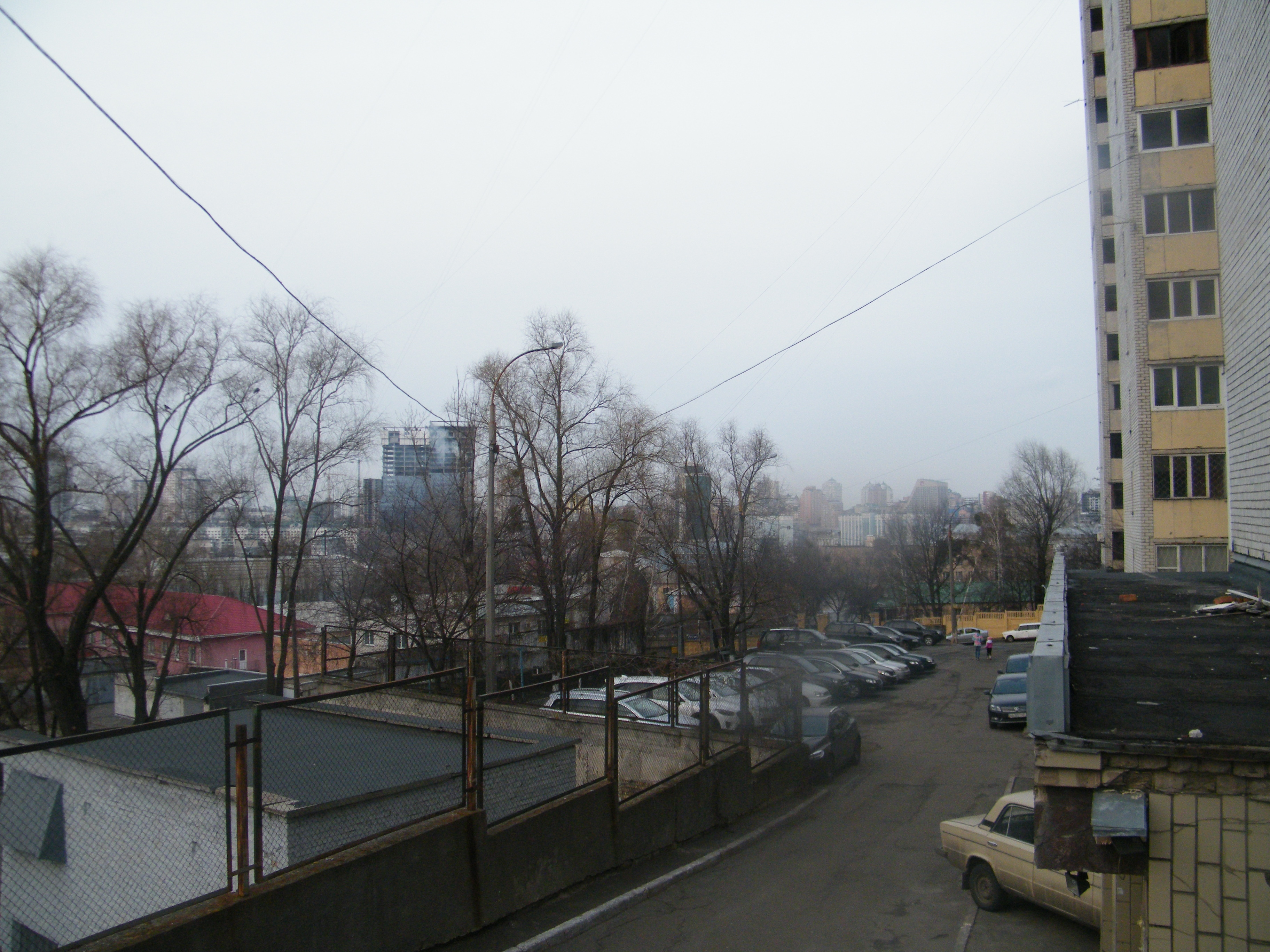
Двір будинку № 4/8
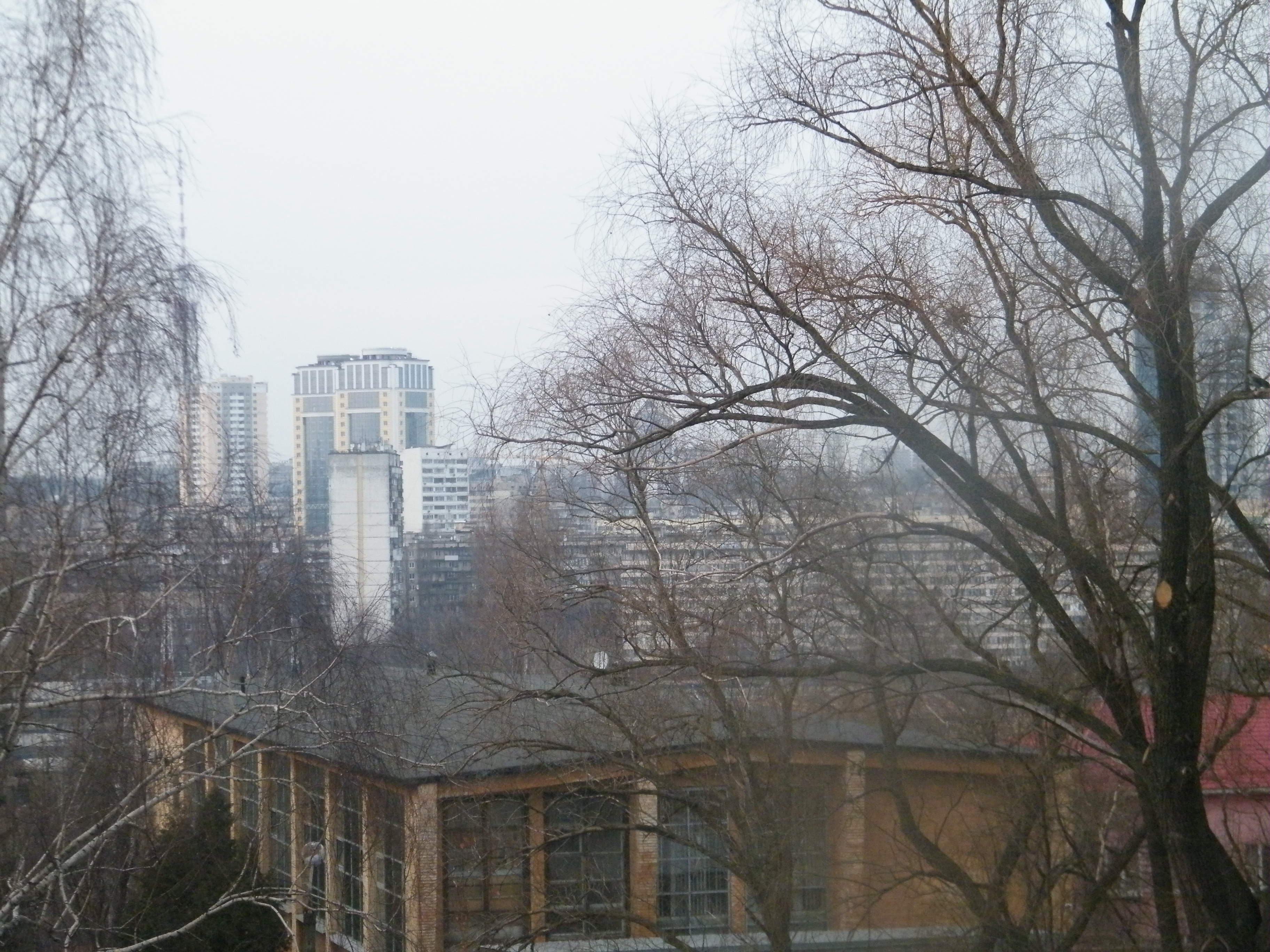
Вид з двору будинку № 4/8
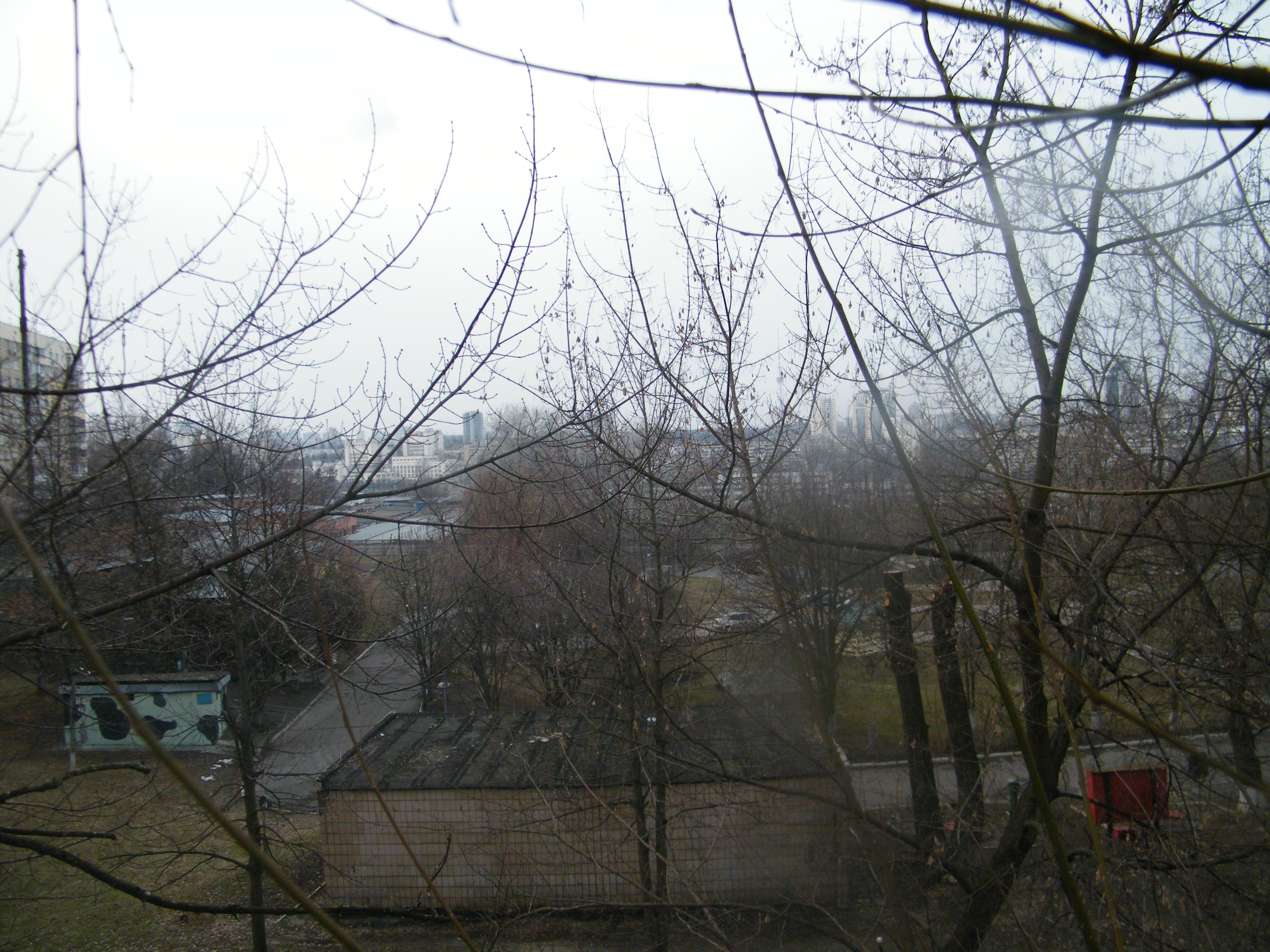
Вид з двору будинку № 6
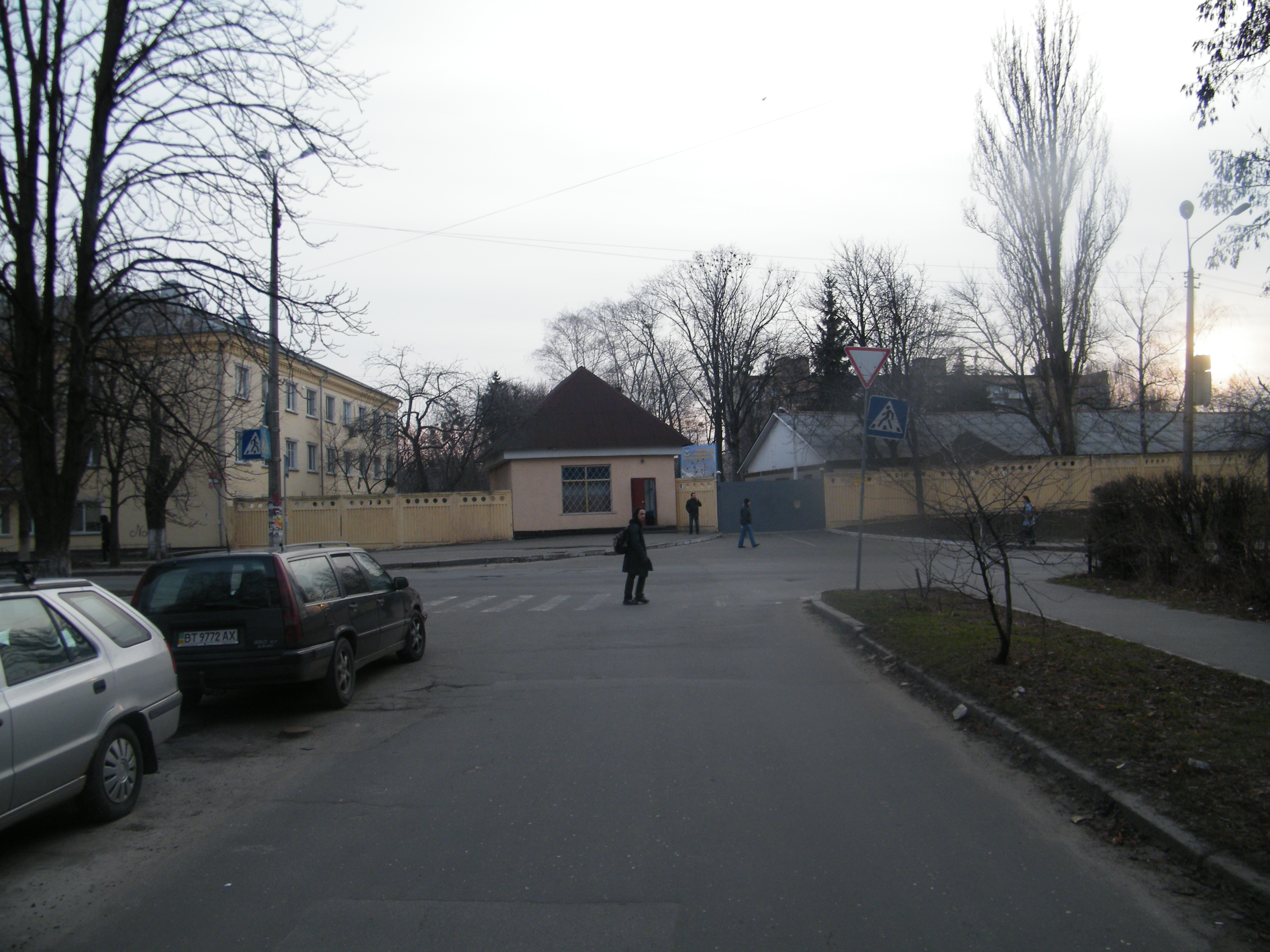
На розі з вулицею Карела Чапека